# Saint Louis
Saint Louis (także St. Louis) – miasto w środkowej części Stanów Zjednoczonych, w stanie Missouri, leżące na zachodnim brzegu rzeki Missouri. Według danych z 2021 roku liczy 293,3 tys. mieszkańców. Obszar metropolitalny obejmuje 2,8 mln mieszkańców. 

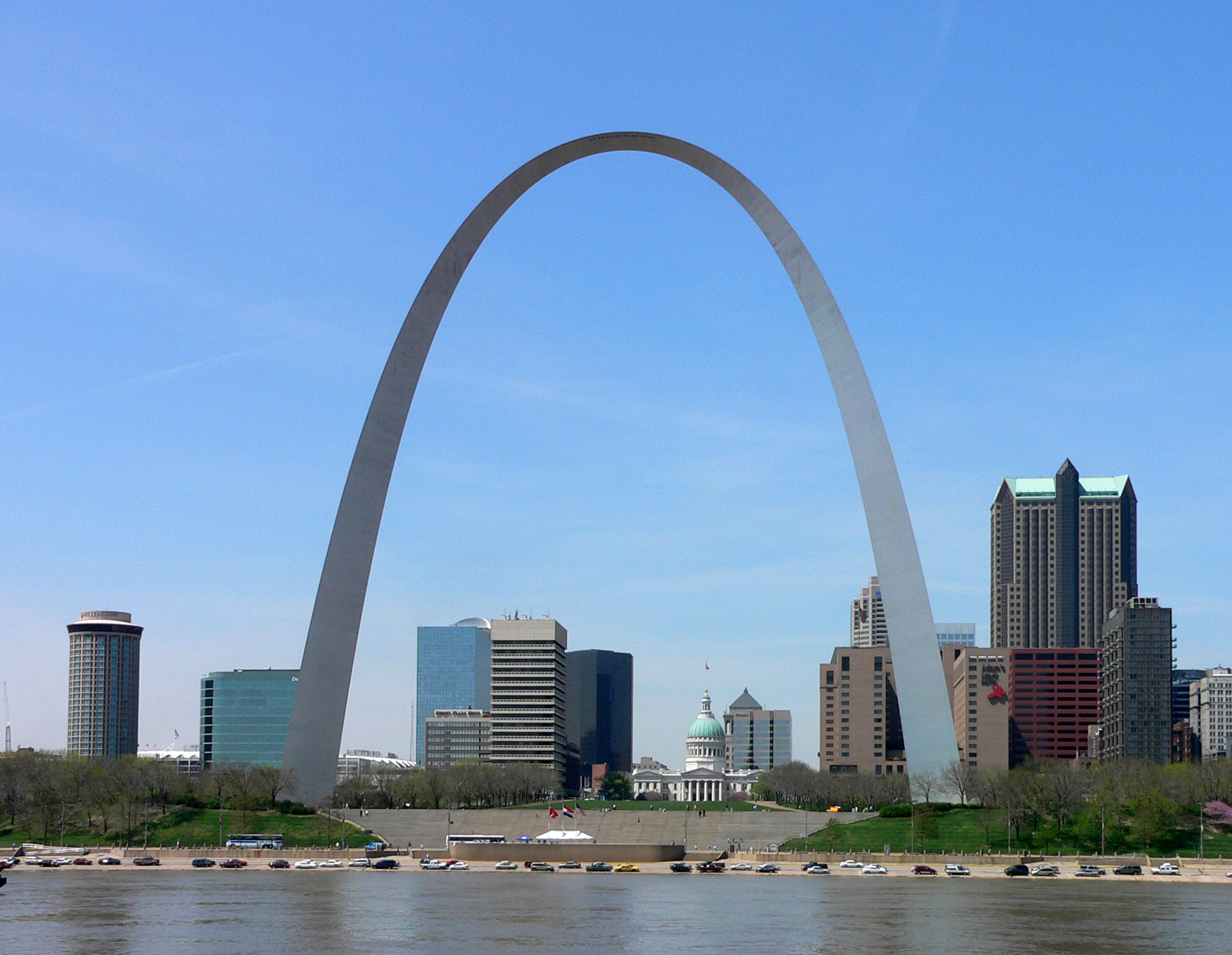
Gateway Arch to pomnik zaprojektowany, aby upamiętnić historyczną rolę miasta jako „bramy na Zachód” w XIX wieku.

W 2020 roku St. Louis znalazło się na drugim miejscu w rankingu najbardziej niebezpiecznych miast w Stanach Zjednoczonych. W 2019 roku w tym mieście zamordowano 194 osoby.

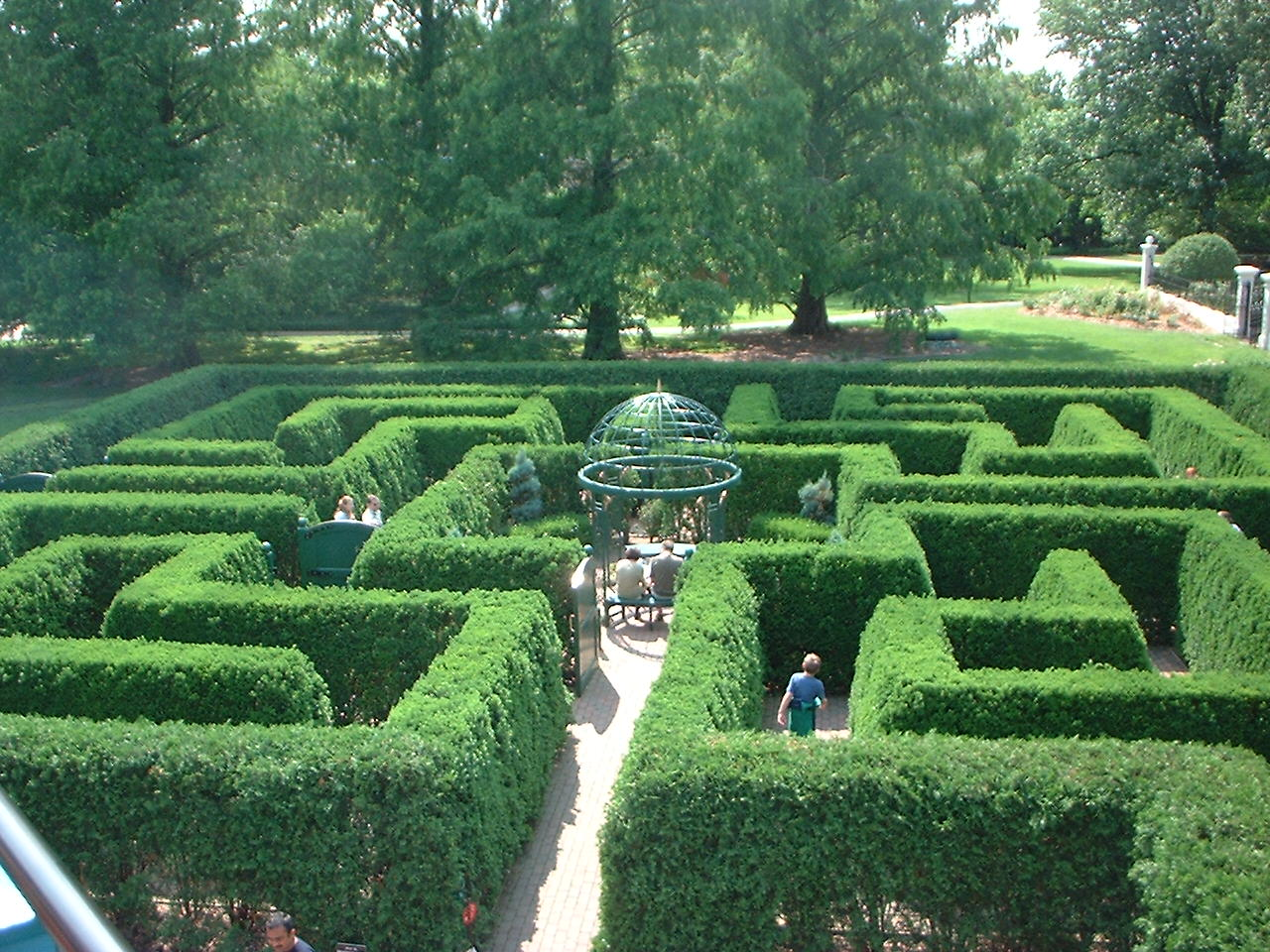
St. Louis, Missouri Botanical Garden, USA

## Dane ogólne
Centrum handlowo-bankowe i przemysłowe, środkowej części USA. Cztery uniwersytety, orkiestra
symfoniczna założona w 1880 r., muzea; faktoria handlowa założona w 1764 r. przez francuskich kupców z Nowego Orleanu. Kościoły i domy z I połowy XIX w.;
neoklasycystyczny Old Court House. W 1904 r. w St. Louis odbyły się Letnie Igrzyska Olimpijskie. Do II wojny światowej St. Louis było piątym pod względem wielkości miastem Stanów Zjednoczonych. Obok Baltimore, St. Louis jest drugim niezależnym miastem w USA. Oddzielenie miasta od gminy nastąpiło pod koniec XVIII w. i spowodowało przenoszenie się białych mieszkańców na przedmieścia.
Główne atrakcje turystyczne to Gateway Arch, Forest Park, ogród zoologiczny, Centrum Nauki i Muzeum Sztuki.

## Demografia

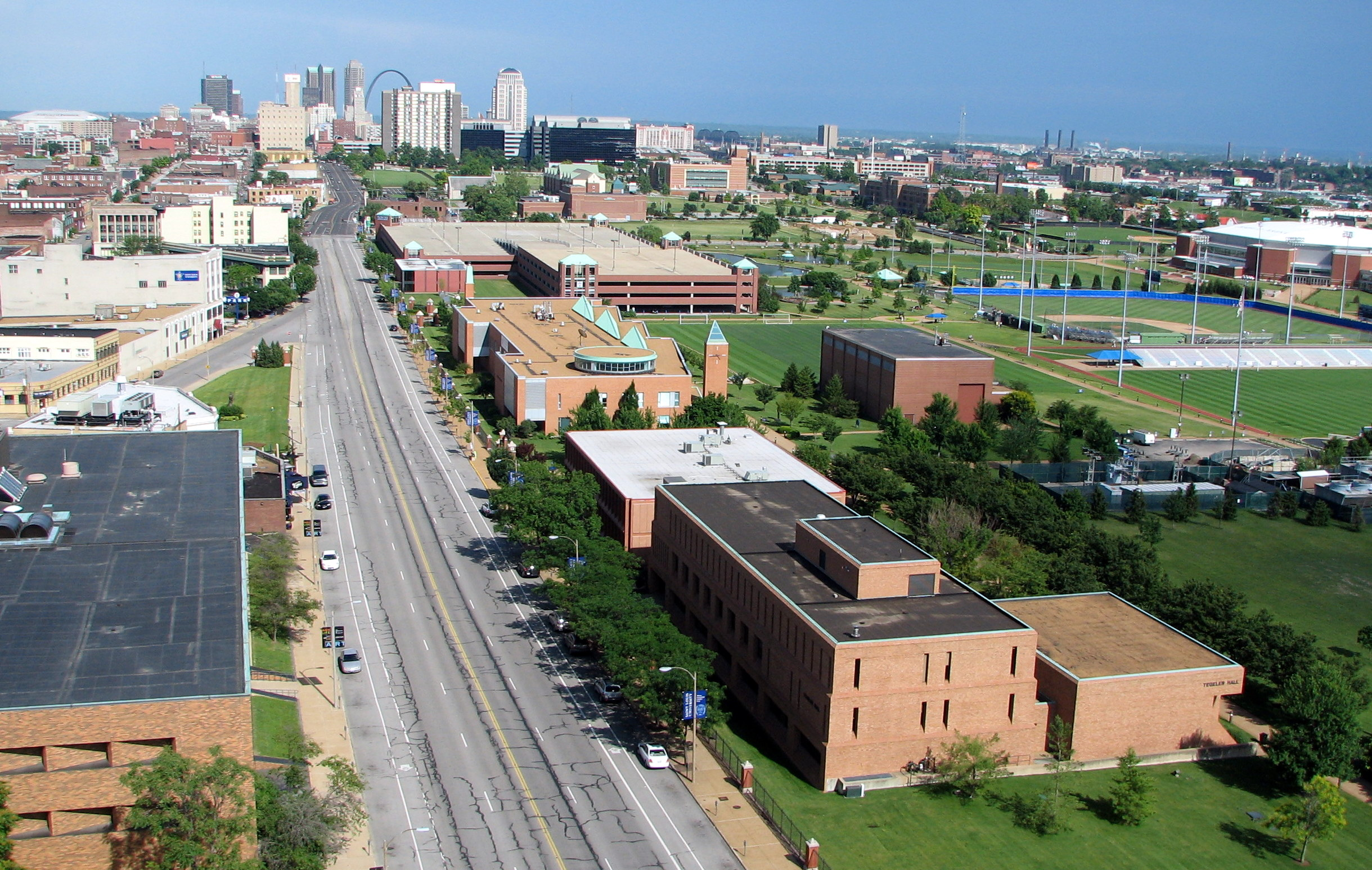
Północno-wschodnia dzielnica Saint Louis University.

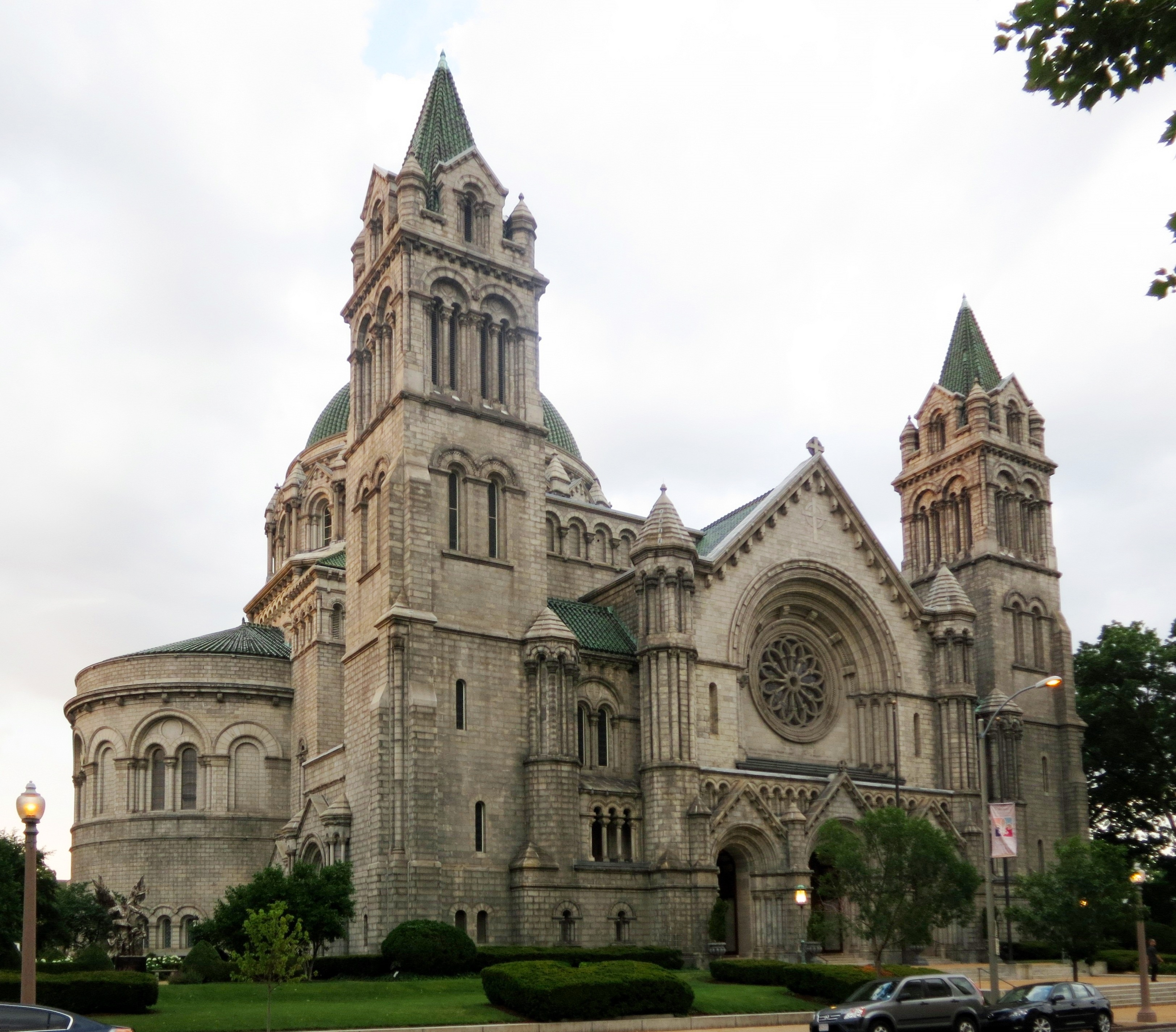
Rzymskokatolicka Bazylika katedralna Saint Louis.

### Ludność
Według danych z 2019 roku 46,8% mieszkańców identyfikowało się jako biali (44,5% nie licząc Latynosów), 45,2% jako czarni lub Afroamerykanie, 3,4% miało pochodzenie azjatyckie, 2,9% było rasy mieszanej i 0,37% to rdzenni Amerykanie. Latynosi stanowili 4,2% ludności miasta.
Poza osobami pochodzenia afroamerykańskiego do największych grup należą osoby pochodzenia niemieckiego (14,4%), irlandzkiego (9,5%), angielskiego (4,8%), afrykańskiego lub arabskiego (4,4%), włoskiego (4,0%), „amerykańskiego” (3,7%), meksykańskiego (2,7%) i francuskiego (2,5%).

### Religia
W 2010 roku największymi grupami religijnymi w aglomeracji St. Louis były:
- Kościół katolicki – 555 744 członków w 258 kościołach
- Południowa Konwencja Baptystów – 171 701 członków w 378 zborach
- lokalne bezdenominacyjne zbory ewangelikalne – 107 531 członków w 304 zborach
- Kościół Luterański Synodu Missouri – 97 959 członków w 154 kościołach
- Zjednoczony Kościół Metodystyczny – 73 651 członków w 183 kościołach
- Kościoły zielonoświątkowe i uświęceniowe – ponad 50 tys. członków w 396 zborach

## Przemysł
Zakłady taboru kolejowego i przemysłu samochodowego, farmaceutycznego, petrochemicznego i hutniczego; fabryka Boeinga, GM i browar Budweisera (największy na świecie). Siedziba główna Emerson Electric Co., jednego z czołowych na świecie producentów automatyki przemysłowej.

## Transport
Wielki węzeł komunikacyjny (w tym dróg wodnych); port rzeczny i międzynarodowy port lotniczy.
Istotną historyczną przeprawą przez rzekę jest Most Eads.

## Uczelnie
- Saint Louis University(inne języki) (1818)
- Washington University in St. Louis (1853)
- Uniwersytet Nauk o Zdrowiu i Farmacji (1864)
- University of Missouri–St. Louis(inne języki) (1963)
- Lindenwood University w St. Charles (1827)
- Harris–Stowe State University (1857)
- Maryville University of St. Louis (1872)
- Webster University (1915)
- Fontbonne University (1923)
- St. Louis Community College (1962)

## Drużyny sportowe
- St. Louis Cardinals – drużyna baseballowa
- St. Louis Blues – drużyna hokeja na lodzie

## Polonia
W Saint Louis znajduje się polonijna polskokatolicka parafia pw. Świętego Stanisława Kostki. W 2009 r. została ona wyłączona z Archidiecezji St. Louis, wskutek konfliktu o majątek parafii.
Aktualnie jedyną polonijną parafią rzymskokatolicką (uznającą zwierzchnictwo papieża) jest parafia św. Agaty znajdująca się przy 9th. Street.

## Osoby pochodzące z St. Louis
- Akon – raper
- Josephine Baker – tancerka
- Chuck Berry – piosenkarz, pionier rock and rolla
- William S. Burroughs – pisarz
- Miles Davis – trębacz jazzowy
- Jack Dorsey – programista
- Jonathan Daniel Hamm – aktor
- Karlie Kloss – modelka
- Taylor Momsen – wokalistka
- Nelly – raper
- Lennie Niehaus – saksofonista jazzowy, kompozytor filmowy
- Randall Keith Orton – wrestler
- Ann Wagner – polityk
- Jayson Tatum – koszykarz

## Miasta partnerskie
- Bolonia (Włochy)
- Bogor (Indonezja)
- Galway (Irlandia)
- Georgetown (Gujana)
- Lyon (Francja)
- Nankin (Chiny)
- Saint Louis (Senegal)
- Samara (Rosja)
- San Luis Potosí (Meksyk)
- Stuttgart (Niemcy)
- Suwa (Japonia)
- Szczecin (Polska)